# APR-1400
APR-1400은 100만 킬로와트급 한국형 표준원자로인 OPR-1000에 이어, 2002년 개발에 성공한 전기출력 140만 킬로와트급(1400 MWe) 한국형 신형 가압경수로이다. 공신력의 개선과 경제성장에 힘입어 개발한 새로운 원자로로 APR-1400 (Advanced Power Reactor 1400)으로 이름 지었다.

## 역사
APR-1400 개발은 한국의 독자적인 기술로 10년에 걸쳐 수행되었으며, 한국수력원자력(주), 한국전력기술(주), 한국원자력연구원, 두산중공업(주) 등 산·학·연의 연인원 2,300여 명이 참가하였고, 약2,350억 원의 개발비가 투입되었다. 2007년 착공한 신고리 3·4호기에 처음 적용되어, 신고리 3호기는 2016년 12월 상업운전을 시작하였다.
APR-1400은 OPR-1000 건설과 운영 기술을 기반으로 개발되었으며, 가동률 90%, 설계수명 60년, kW당 건설단가 2,300달러 수준으로, 2010년 기준으로 제3세대 원전 중 가장 경제적인 원전이다. APR-1400 모델인 신고리 3·4호기는 원자로 건물 격납철판 공사 등을 한 번에 시공·설치할 수 있도록 모듈화해, 총 건설 기간을 52개월로 단축시켜 경제성을 크게 향상시켰다.
- 1단계 1992년 12월 ~ 1994년 12월: 개념 설계
- 2단계 1995년 3월 ~ 1999년 2월: 기본 설계
- 3단계 1999년 3월 ~ 2001년 12월: 최적화, 특허등록
- 2002년 5월: 표준설계인가 (유효기간 10년)
- 2008년 4월: 신고리 3, 4호기 건설허가
- 2011년 12월: 신한울 1, 2호기 건설허가

## 수출
아랍에미리트에 4기를 수출하기로 계약했다. 대한민국 최초의 원전 수출이다.
세계 원전시장 점유율은 미국 WEC 28%, 프랑스 아레바 24%, 미국 GE 20%, 러시아 아톰에네르고프롬 10%, 캐나다 AECL 5%로서, 합계 87%를 차지하고 있다. 한국은 5%까지 점유율을 높이는 게 목표다.
베트남 원전 5,6호기용으로 2기를 수출하려고 한다. 아직 본계약이 체결된 것은 아니나, 2011년 11월 8일 청와대에서 열린 한국 베트남 정상회담에서 공동연구에 대한 합의가 되었다.

## 안전성
APR-1400 원전의 내진설계값은 0.3g이다. 리히터 규모 7.0의 지진까지 견딘다. 이전에는 0.2g, 리히터 규모 6.5 지진까지 견딜 수 있었다. 미국 원전의 80% 이상이 0.2g로 개발되어 운영중이다.
또 원자로 냉각재 배관이 파단되어 핵연료를 냉각하는 냉각재가 모두 유출되는 최악의 가상 사고가 발생할 경우, 이에 대비해 설치한 비상노심냉각계통의 물이 원자로 용기에 직접 주입되는 방식을 채택하였다. 또한 APR-1400은 원자로 격납건물 내의 중요한 밸브들을 데이터베이스로 만들어 발전소의 비정상 상황이 발생할 경우, 안전 조치 시간을 획기적으로 단축하였다. APR-1400의 주제어실은 인간공학 설계를 적용하여 발전소에서 올라오는 수많은 정보를 가공, 처리해, 원자로 운전원에게 최적의 상태로 정보를 제공하여, 실수를 원천적으로 배제토록 개발되었다.

## 차세대 신형 원전 APR+
OPR-1000과 APR-1400에 이어, 대한민국에서는 1500MW급 차세대 신형원전 ‘APR+’가 개발되었다. APR+는 2007년 8월에 시작되어, 2014년 8월 정부로부터 표준설계인가를 취득함으로써 기술 개발을 완료하였다. 한국원자력연구원과 한전원자력연료(주)가 국내 기술로 독자 개발한 고성능 고유연료 ‘HIPER’ 사용을 비롯하여 100% 우리 고유의 설계 기술로 개발하였다. 항공기 충돌이나 화재발생 등 돌발적 상황에도 원전을 안전하게 보호할 수 있도록 안전설비를 4중화하고 물리적으로 4분면 격리설계를 적용했다.
한국에서 독자 개발해 설계한 피동보조급수계통(Passive Auxiliary Feed-water System, PAFS)은 후쿠시마 사고와 같이 전원상실 사고 시에도 안전하게 발전소를 정지 및 냉각시킬 수 있도록, 중력과 같은 자연력에 의해 냉각수를 끊임없이 공급할 수 있는 장치로, 2대의 냉각수조와 4대의 열교환기 및 관련 배관과 밸브로 구성돼 있다. 즉, PAFS는 증기발생기로부터 나온 증기가 수조 내의 열교환기를 지나면서 냉각수로 응축돼 중력에 의해 자동으로 증기발생기에 공급된다.
또한 모듈형 건설 등 최첨단 공법을 활용해 건설 공기를 기존의 52개월에서 36개월로 단축하였고, APR-1400에 비해 전기생산 능력이 10%가량 증가되는 점도 APR+의 강점이다. 이는 한국원자력연구원과 한전원자력연료가 독자개발한, 수출선도형 고성능 고유연료(HIPER)를 연료로 사용하고, 핵연료 집합체를 APR-1400 대비 16개 추가해 총 257개로 늘린 데 따른 것이다. APR+는 한국의 고유표준인 KEPIC(Korea Electric Power Industry Codeㆍ전력산업설비기준) 코드를 100% 적용했다.

## 같이 보기
- OPR-1000